# Васил Папазович
Васил Георгиев Папазович е български цигулар от Македония.

## Биография
Васил Папазович е роден през 1857 година в град Солун, тогава в Османската империя, но по произход е от Сливен. Учи в музикално училище в Браила между 1869 и 1870 година, а след това завършва Пражката консерватория. Така става първият българин получил академично образование по цигулка, след което специализира в Париж. След това се завръща в Браила, където изнася концерти в частни домове и членува в местното филхармоническо дружество.